# التليمات
التليمات هي قمة جبلية تقع في الصحراء الشرقية بمحافظة البحر الأحمر في الظهير الصحراوي للزعفرانة. كانت المنطقة بمثابة مطار صغير استُخدم لنقل مجموعات الصاعقة بالمروحيات وإبرارها في جنوب سيناء خلال حرب أكتوبر.
| مخطط المناخ التليمات | مخطط المناخ التليمات | مخطط المناخ التليمات | مخطط المناخ التليمات | مخطط المناخ التليمات | مخطط المناخ التليمات | مخطط المناخ التليمات | مخطط المناخ التليمات | مخطط المناخ التليمات | مخطط المناخ التليمات | مخطط المناخ التليمات | مخطط المناخ التليمات |
| --- | -------------------- | -------------------- | -------------------- | -------------------- | -------------------- | -------------------- | -------------------- | -------------------- | -------------------- | -------------------- | -------------------- |
| 01 | 02                   | 03                   | 04                   | 05                   | 06                   | 07                   | 08                   | 09                   | 10                   | 11                   | 12                   |
| 5 20 6 | 2 24 5               | 3 29 12              | 1 33 12              | 3 39 18              | 1 45 23              | 1 45 26              | 1 45 26              | 1 41 23              | 1 35 18              | 3 28 12              | 2 22 8               |
| متوسط درجة-الحرارة °س مجاميع الهطل مم |                      |                      |                      |                      |                      |                      |                      |                      |                      |                      |                      |
| بالوحدات الإنكليزية \| 01 \| 02 \| 03 \| 04 \| 05 \| 06 \| 07 \| 08 \| 09 \| 10 \| 11 \| 12 \| \| 0.2 68 43 \| 0.1 75 41 \| 0.1 84 54 \| 0 91 54 \| 0.1 102 64 \| 0 113 73 \| 0 113 79 \| 0 113 79 \| 0 106 73 \| 0 95 64 \| 0.1 82 54 \| 0.1 72 46 \| \| متوسط درجة-الحرارة °ف مجاميع الهطول ″ \| \| \| \| \| \| \| \| \| \| \| \| |                      |                      |                      |                      |                      |                      |                      |                      |                      |                      |                      |
| 01 | 02                   | 03                   | 04                   | 05                   | 06                   | 07                   | 08                   | 09                   | 10                   | 11                   | 12                   |
| 0.2 68 43 | 0.1 75 41            | 0.1 84 54            | 0 91 54              | 0.1 102 64           | 0 113 73             | 0 113 79             | 0 113 79             | 0 106 73             | 0 95 64              | 0.1 82 54            | 0.1 72 46            |
| متوسط درجة-الحرارة °ف مجاميع الهطول ″ |                      |                      |                      |                      |                      |                      |                      |                      |                      |                      |                      |

| 01                                    | 02        | 03        | 04      | 05         | 06       | 07       | 08       | 09       | 10      | 11        | 12        |
| 0.2 68 43                             | 0.1 75 41 | 0.1 84 54 | 0 91 54 | 0.1 102 64 | 0 113 73 | 0 113 79 | 0 113 79 | 0 106 73 | 0 95 64 | 0.1 82 54 | 0.1 72 46 |
| متوسط درجة-الحرارة °ف مجاميع الهطول ″ |           |           |         |            |          |          |          |          |         |           |           |